# Sender Stengerts
Der Sender Stengerts ist ein Sendeturm auf dem Stengerts, einem 347 Meter über Normalnull hohen Berg im Spessart, südöstlich von Aschaffenburg in Bayern zwischen den Stadtteilen Schweinheim und Gailbach.

## Senderstandort Stengerts
Bei den Sendeanlagen handelt es sich um einen Turm für den Mobilfunk sowie Richtfunkantennen für Richtfunk und UKW-Hörfunk. Dieser Sendemast dient zur Verbreitung der Radioprogramme von Deutschlandradio Kultur, Radio Primavera und Radio Galaxy. Die öffentlich-rechtlichen Programme des Bayerischen Rundfunks und das landesweite Programm Antenne Bayern werden vom benachbarten Sender Pfaffenberg (432 m ü. NN) abgestrahlt.

## Frequenzen und Programme

### Analoges Radio (UKW)
| Frequenz (in MHz) | Programm               | RDS PS   | RDS PI | Regionalisierung | ERP (in kW) | Antennendiagramm rund (ND)/gerichtet (D) | Polarisation horizontal (H)/vertikal (V) |
| ----------------- | ---------------------- | -------- | ------ | ---------------- | ----------- | ---------------------------------------- | ---------------------------------------- |
| 91,6              | Radio Galaxy           | GALAXY__ | 141B   | Aschaffenburg    | 0,1         | D                                        | H                                        |
| 94,8              | Deutschlandfunk Kultur | Dlf_Kult | D220   | –                | 0,1         | D                                        | H                                        |
| 100,4             | Radio Primavera        | PRIMVERA | D91A   | –                | 1           | N                                        | H                                        |

### Analoges Fernsehen
Die Abstrahlung der analogen Fernsehsender wurde mit der Einführung von DVB-T eingestellt. Fernsehsignale für die Region Aschaffenburg kommen heute vom Sender Pfaffenberg.
| Kanal | Frequenz (MHz) | Programm                        | ERP (kW) | Sendediagramm rund (ND)/ gerichtet (D) | Polarisation horizontal (H)/ vertikal (V) |
| ----- | -------------- | ------------------------------- | -------- | -------------------------------------- | ----------------------------------------- |
| 21    | 471,25         | Tele 5                          | 0,2      | D                                      | H                                         |
| 36    | 591,25         | ZDF                             | 0,025    | D                                      | H                                         |
| 39    | 615,25         | RTL Television (Aschaffenburg)  | 0,2      | D                                      | H                                         |
| 44    | 655,25         | Sat.1 (Bayern)                  | 0,2      | D                                      | H                                         |
| 53    | 727,25         | Bayerisches Fernsehen (Franken) | 0,03     | D                                      | H                                         |
| 57    | 759,25         | ProSieben                       | 0,2      | D                                      | H                                         |

Über Kanal 39 (RTL Television) konnte TV Touring zwischen 18:00 und 18:30 gesehen werden.
Auf Kanal 21 konnte nach dem Sender Tele 5 ab 1992 das DSF (Deutsches Sport Fernsehen), und danach der Sender RTL2 gesehen werden.